# Microcina jungi
Microcina jungi is een hooiwagen uit de familie Phalangodidae.